# Victor Batista Falla
Victor Batista Falla (La Habana, 21 de enero de 1933 - La Habana, 12 de abril de 2020) fue un editor y publicista cubano.

## Biografía
Su padre, Agustín Batista y González de Mendoza, fue el fundador de la Trust Company of Cuba, el banco cubano más poderoso antes de la Revolución Cubana. Su madre, María Teresa Falla Bonet, era hija de Laureano Falla Gutiérrez, un poderoso magnate azucarero. También fue tío de María Teresa, Gran Duquesa de Luxemburgo . 
Huyó de Cuba tras el golpe socialista y se instaló en la ciudad de Nueva York. En los Estados Unidos, financió la creación de la revista Exilio, destinada a publicar jóvenes escritores en el exilio. Luego fundó la editorial Colibri en Madrid a propuesta de Jesús Díaz. Vivió allí por el resto de su vida. 

## Muerte
Después de sesenta años de exilio, regresó a Cuba en abril de 2020, donde contrajo la enfermedad COVID-19 y murió en el Instituto de Medicina Tropical Pedro Kourí (IPK) de La Habana.